# Фарах, Салах
Салах Абдоу Фарах — кенийский учитель, мусульманин, который пожертвовал собой, защищая своих попутчиков-христиан в автобусе. Он выжил в нападении боевиков-исламистов на автобус в декабре 2015 года, но умер 18 января 2016 года от осложнений после операции по удалению пули, попавшей в его бедро. Его история мужества вдохновила Кати Бенрат на короткометражку Watu Wote. На момент смерти Фарах был заместителем директора начальной школы городка Мандера.

## История
20 декабря 2015 года Фарах находился в автобусе, направлявшемся в город Мандера на севере Кении. На автобус напали, предположительно, боевики из «Аш-Шабааб». В аналогичном нападении годом ранее нападавшие разделили пассажиров по вере. Тех, кто мог доказать, что они мусульмане, читая отрывки из Корана, оставили в живых. Тех, кто не мог, выстроили в очередь и расстреляли. 28 человек были убиты, и единственный человек, Дуглас Охводхо, выжил благодаря удаче.
Автобус Фараха был остановлен недалеко от города Эль-Вак на границе Кении и Сомали. Зная, что произойдет, мусульманские женщины дали свои головные платки немусульманам в автобусе. Затем Фарах и другие пассажиры отказались разлучиться, сказав нападавшим "… убейте всех нас или оставьте нас в покое ".

## Смерть
За акт неповиновения Фарах получил пули в руку и бедро. Двое других мужчин были смертельно ранены, как и полицейский, находившийся при исполнении служебных обязанностей, который оказался в другой машине. Затем боевики скрылись, оставив Фараха истекать кровью. Фарах был доставлен в Найроби для специализированного лечения, где умер через месяц от осложнений после операции на бедре. Его тело было доставлено полицейским вертолетом к его дому, где он был похоронен во время тихой церемонии.

## Личная жизнь
Фарах был женат на Дунии Мухаммед Ахмед. У них было четверо детей, и его жена была беременна пятым на момент его смерти. Кенийцы начали онлайн-сбор средств под хештегом #HeroSalah, чтобы собрать деньги для поддержки его семьи.

## Наследие и фильм
В интервью перед своей смертью Фарах сказал: «Разница заключается только в религии, поэтому я прошу моих братьев-мусульман позаботиться о христианах, чтобы христиане также заботились о нас … и позволили нам помогать друг другу и давайте жить мирно вместе».
Фарах был посмертно награждён орденом Великого Воина — одной из высших гражданских наград Кении. Президент Кении Ухуру Кеньятта сказал, что Фарах "… это дорогостоящее напоминание о том, что мы все должны защищать свои свободы ".
История Фараха получила международное освещение и привлекла внимание немецкой актрисы и режиссёра Кати Бенрат. Она выбрала его историю для своего дипломного проекта, которым стал фильм Watu Wote: All of Us. Получивший признание критиков фильм получил награду Студенческой академии и был номинирован на премию Оскар за лучший короткометражный фильм.